# Kopparacetylid
Kopparacetylid eller koppar(I)cetylid, är en kemisk förening med formeln Cu2C2. Även om det aldrig fastställts av röntgenkristallografi, har materialet hävdats åtminstone sedan 1856. En form påstås vara ett monohydrat med formel Cu2C2.H2O. Det är ett rödaktigt fast ämne som lätt exploderar när det är torrt.

## Framställning
Material som påstås vara kopparacetylid kan framställas genom att behandla acetylengas med en lösning av koppar(I)klorid i ammoniak.
{\displaystyle {\rm {C_{2}H_{2}+2\ CuCl\rightarrow Cu_{2}C_{2}+2\ HCl}}}
Denna reaktion ger en rödaktig fast fällning.

## Egenskaper
När kopparacetylid är torr är den värme- och chockkänslig högexplosiv förening, mer värmekänslig än silveracetylid.
Kopparacetylid tros bildas inuti rör av koppar eller en legering med hög kopparhalt, vilket kan leda till våldsam explosion. Detta visade sig vara orsaken till explosioner i acetylenfabriker och ledde till att koppar övergavs som byggmaterial i sådana anläggningar.
Kopparkatalysatorer som används inom petrokemin kan också ha en viss risk under vissa förhållanden.

## Reaktioner
Kopparacetylid är råvara för Glaser-koppling för bildning av polyyner. I en typisk reaktion behandlas en suspension av Cu2C2.H2O i en amoniacal lösning med luft. Kopparn oxideras till Cu+2 och bildar ett blått lösligt komplex med ammoniaken och lämnar en svart fast rest. Den senare har påståtts bestå av karbyn, en svårfångad allotrop av kol:
Cu+ −C(≡C−C≡)nC− Cu+
Denna tolkning har dock ifrågasatts.
Nyberedd kopparacetylid reagerar med saltsyra för att bilda acetylen och koppar(I)klorid. Prover som har åldrats med exponering för luft eller koppar(II)joner frigör också högre polyyner H(−C≡C−)n H, med n från 2 till 6, när de sönderdelas av saltsyra. En "kolhaltig" rest av denna sönderdelning har också spektralsignaturen av (−C≡C−)n-kedjor. Det har antagits att oxidation orsakar polymerisation av acetylidanjonerna C2−2 i det fasta ämnet till anjoner av karbyntyp .C(≡C−C≡)nC2− eller anjoner av polykumulentyp C(=C=C=)mC4−.
Termisk sönderdelning av kopparacetylid i vakuum är inte explosiv och lämnar koppar som ett fint pulver i botten av kolven, samtidigt som ett fluffigt mycket fint kolpulver deponeras på väggarna. Baserat på spektraldata påstods detta pulver vara karbyn C(−C≡C−)nC snarare än grafit som förväntat.

## Användning
Även om det inte är praktiskt användbart som sprängämne, på grund av hög känslighet och reaktivitet mot vatten, är det intressant som en kuriositet eftersom det är ett av de mycket få sprängämnen som inte frigör några gasformiga produkter vid detonation.
Bildningen av kopparacetylid när en gas passerar genom en lösning av koppar(I)klorid används som ett test på närvaro av acetylen.
Reaktioner mellan Cu+ och alkyner uppträder endast om ett terminalt väte är närvarande (eftersom det är något surt i naturen). Således används denna reaktion för identifiering av terminala alkyner.